# Giambattista Leni
Giambattista Leni (ur. 1573 w Rzymie, zm. 3 listopada 1627 tamże) – włoski duchowny katolicki, kardynał, arcybiskup Ferrary, Kamerling Świętego Kolegium Kardynałów.
4 lipca 1608 został wybrany biskupem Mileto. Sakrę otrzymał 20 lipca 1608 w Rzymie z rąk kardynała Ottavio Paraviciniego (współkonsekratorami byli biskup Marco Cornaro i arcybiskup Diego Álvarez). 24 listopada 1608 Paweł V wyniósł go do godności kardynalskiej z tytułem prezbitera San Sisto. 3 sierpnia 1611 przeszedł na biskupstwo Ferrary. Wziął udział w konklawe wybierających Grzegorza XV i Urbana VIII.
W latach 1626–1627 był Kamerlingiem Świętego Kolegium Kardynałów.